# Mina Mangal
Mina Mangal (paschtunisch مينه منګل; * ca. 1992; † 11. Mai 2019 in Kabul) war eine afghanische Journalistin und Frauenrechtlerin. Im Mai 2019 wurde sie in Kabul auf offener Straße erschossen.

## Biographie
Mina Mangal studierte Journalismus an der privaten Mashal University in Kabul. Sie wurde landesweit bekannt, als sie eine paschtunische Sendung des privaten Fernsehsenders Tolo moderierte. Später wechselte sie den Arbeitgeber und moderierte zeitweilig auch in einem Staatssender. In den sozialen Netzwerken engagierte sie sich für Bildung und Berufstätigkeit von Mädchen und Frauen. Zuletzt war sie als Kulturberaterin des afghanischen Parlaments tätig.
Mangal machte öffentlich, dass sie 2017 von ihren Eltern gegen ihren eigenen Willen verheiratet worden sei. Anfang Mai 2019 wurde die Ehe auf ihr Betreiben geschieden. Am 3. Mai teilte sie auf ihrer Facebook-Seite mit, dass sie um ihr Leben fürchte, da sie Todesdrohungen erhalten habe. Ihre Mutter berichtete nach Mangals Tod, ihre Tochter sei mit ihrem späteren Ehemann zehn Jahre lang verlobt gewesen. Der Mann habe sich jedoch als „labil“ erwiesen, weshalb die Verlobung beendet werden sollte. Die Eheschließung sei erst erfolgt, nachdem Mina Mangal von dem Mann mit dem Tod bedroht worden sei. Zudem sei ihre Tochter wenige Tage nach der Heirat von Familienmitgliedern ihres Mannes entführt und misshandelt worden. Durch Vermittlung von Regierung und Stammesältesten sei sie wieder freigelassen worden. Die Entführer seien gefasst worden, hätten sich aber freikaufen können. Ihr Bruder berichtete, dass der Ehemann versprochen habe, Mina Mangal nicht daran zu hindern, in ihrem Beruf zu arbeiten, habe sich aber nicht an dieses Versprechen gehalten.
Am Morgen des 11. Mai 2019 wurde die 27-jährige Mina Mangal auf dem Weg zur Arbeit in Kabul auf offener Straße erschossen. Zeugen berichteten von zwei Männern auf einem Motorrad, die zunächst viermal in die Luft schossen, um die Passanten zu vertreiben, und dann Mangal mit zwei gezielten Schüssen in die Brust töteten. Nachdem zunächst vermutet wurde, die Attentäter könnten Taliban gewesen sein, verdächtigte die Polizei bald den ehemaligen Ehemann von Mangal. Ein Sprecher der Staatsanwaltschaft erklärte, dass nach ihm gefahndet werde. Es wurde nicht bekannt, ob er verhaftet oder vor Gericht gestellt wurde (Stand 2021).
Afghanische Frauenverbände kritisierten, dass Mangal trotz der Drohungen gegen sie von den Behörden nicht geschützt worden sei.